# Pilutta
Pilutta är ett svenskt ord som introducerades av Astrid Lindgren med figuren Madicken.
Ordet "pilutta" eller "pilutta dig" använder man om man vill visa sig överlägsen och göra någon avundsjuk, alternativt bara retas med personen. Ordet har gett upphov till Pilutta-visan.